# Senate House (université de Cambridge)
Pour les articles homonymes, voir Senate House.

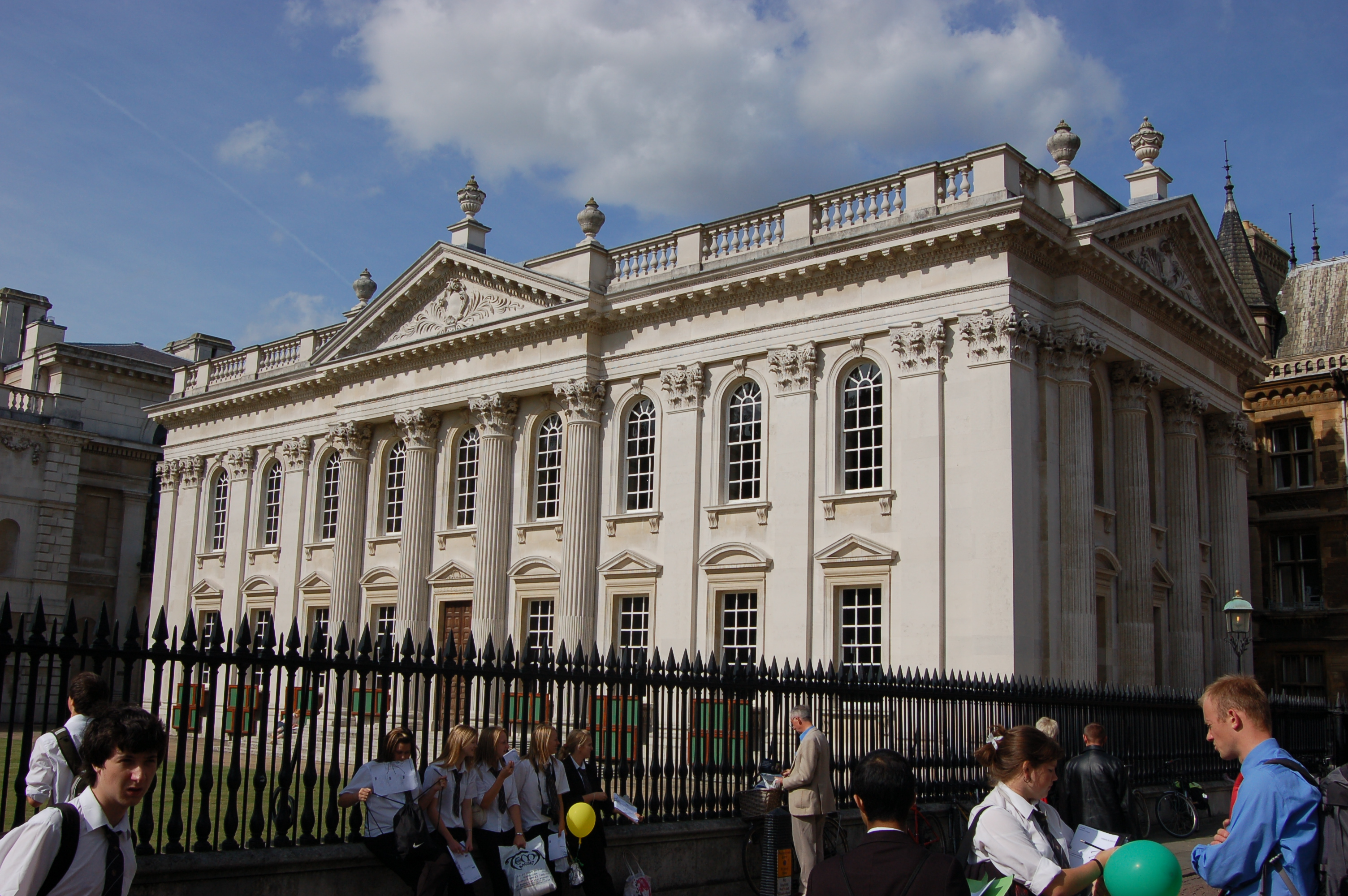
Le Senate House de l'université de Cambridge.

Le Senate House de l’université de Cambridge, situé au centre de la ville, est utilisé principalement pour des cérémonies de remise de diplômes et autrefois pour des réunions du Conseil du Sénat de l'université.

## Histoire et architecture
L'édifice a été construit en pierre de Portland entre 1722 et 1730 selon les plans de l’architecte James Gibbs dans un style néo-classique.

## Remise des diplômes

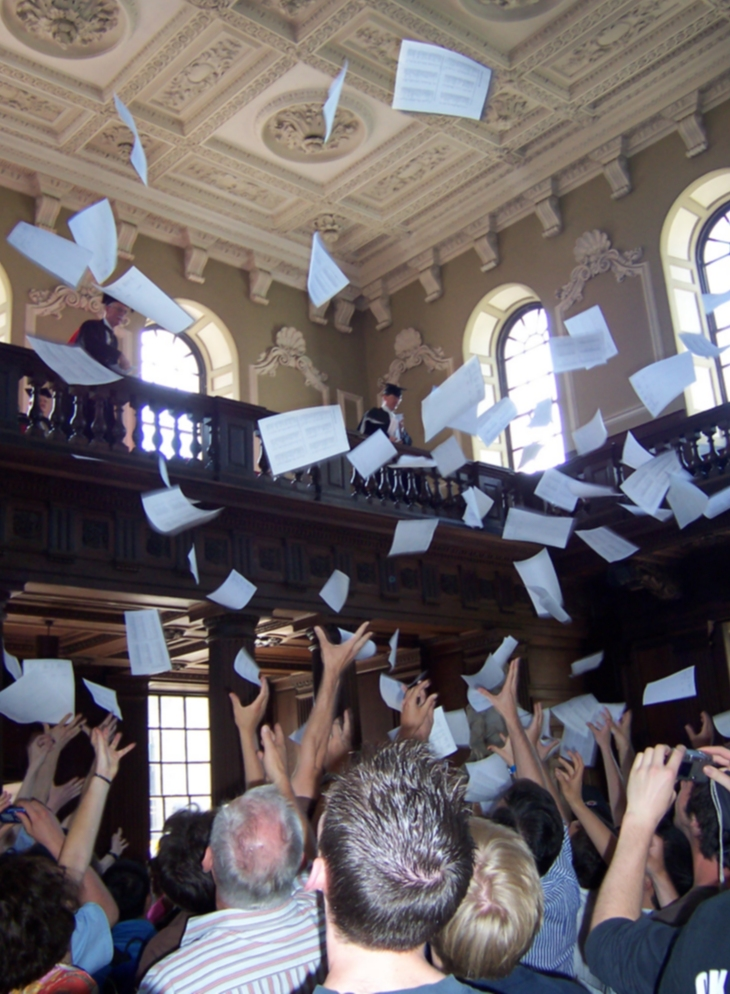
Résultats de la IIIe Partie du Mathematical Tripos de juin 2005.

À la fin de l’année scolaire, les listes de résultats des tripos sont, pour la plupart des diplômes, affichées sur le mur extérieur du bâtiment. Néanmoins, ceux des Part II et III du Mathematical Tripos, sont lus à voix haute aux étudiants impatients sur le balcon du Senate House. Après quoi, les piles de listes de résultats sont jetées pour honorer les diplômés.

## Anecdote
Durant la nuit du 7-8 juin 1958, une partie des étudiants en ingénierie du Gonville & Caius College  placèrent une Austin Seven  (dont ils avaient préalablement enlevé le moteur et l’essieu arrière) sur le toit du Senate House. Depuis, l’étudiant qui occupe la chambre donnant sur le Senate House du Gonville & Caius College, doit signer une clause stipulant qu’il n’effectuera aucune action de ce genre.